# Maloideae
La subfamilia de las Maloideae pertenece a la familia de las rosáceas, son arbustos y pequeños árboles, caracterizados por poseer como frutos los pomos, y por ser haploide con 17 cromosomas. La subfamilia incluye un número de plantas comercialmente importantes por sus frutos, como manzanas y peras, mientras que otras se cultivan como plantas ornamentales.
Es una agrupación utilizada por algunos taxónomos dentro de la familia de las rosas, Rosaceae. Recientes evidencias filogenéticas moleculares han demostrado que la tradicional Spiraeoideae y Amygdaloideae forman parte del mismo clado como Maloideae, y el nombre correcto de este grupo es Amygdaloideae. Circunscripciones anteriores de Maloideae son más o menos equivalente a la subtribu Malinae o tribu Maleae.

## Géneros
- Amelanchier
- Aronia
- Chaenomeles
- Chamaemeles
- Cotoneaster
- Crataegus
- Cydonia
- Dichotomanthes
- Docynia
- Eriobotrya
- Eriolobus
- Hesperomeles
- Heteromeles
- Malacomeles
- Malus
- Mespilus
- Osteomeles
- Peraphyllum
- Photinia
- Pseudocydonia
- Pyracantha
- Pyrus
- Rhaphiolepis
- Sorbus
- Stranvaesia

- Datos: Q148737
- Multimedia: Maloideae / Q148737